# Aleksandrov
För andra betydelser, se Aleksandrov (olika betydelser).

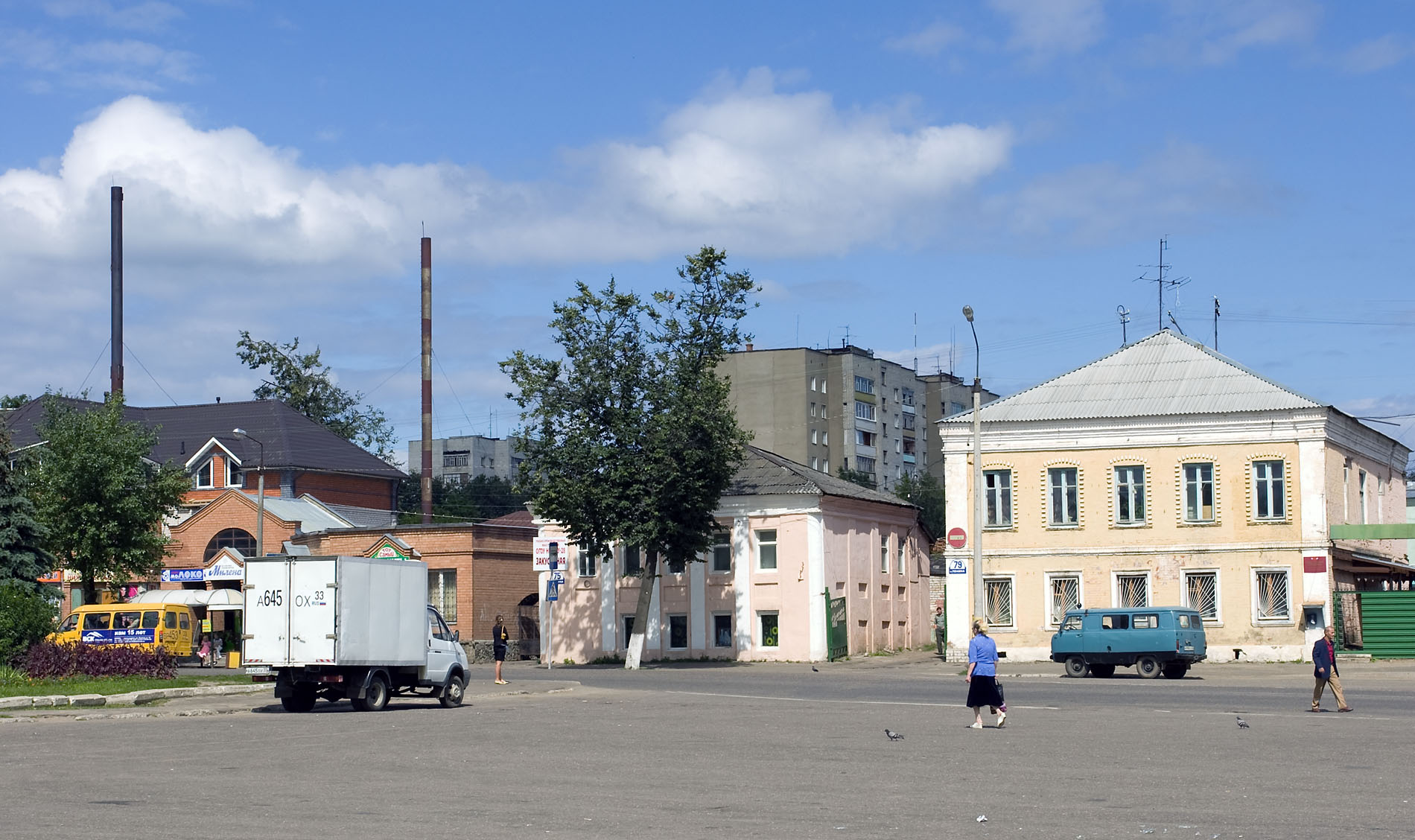
Gata i Aleksandrov.

Aleksandrov (ryska: Алекса́ндров) är en stad i Vladimir oblast i Ryssland. Folkmängden uppgick till 60 205 invånare i början av 2015.